# Saferndri, die Tänzerin von Dschiapur
Saferndri, die Tänzerin von Dschiapur ist ein 1918 entstandenes, deutsches Stummfilmdrama von und mit Fern Andra in der Titelrolle.

## Handlung
Indien, in vergangener Zeit. Die Schlangentänzerin Saferndri, Tochter eines Wahrsagers, hat sich Anguli, einen Landsmann aus niedriger stehender Kaste verliebt. Eines Tages wird sie vom mächtigen Maharadscha von Dschiapur entführt, der sie ganz für sich haben will. Anguli versucht die junge Frau zu befreien, wird dabei jedoch gefasst und gerät in Gefangenschaft. Saferndri hingegen kann ihrer eigenen Gefangenschaft entfliehen. Mit Hilfe eines Impressarios, der sie daheim ausbilden und dann in einen Vorstellungen auftreten lassen will, kann sie nach Europa entkommen. Eines Tages folgt ihr Anguli, der vom Maharadscha wieder auf freien Fuß gesetzt wurde, zu dem Zirkus, in dem sie ihre Künste darbietet. Dort hat sich Saferndri längst als großer Star etabliert. Doch auch der Maharadscha hat sich an ihre Fersen geheftet und entführt sie abermals, diesmal in eine Villa. Diesmal aber kommt ihr Anguli wirklich zu Hilfe und kann den schurkischen Landesfürsten unschädlich machen.

## Produktionsnotizen
Saferndri, die Tänzerin von Dschiapur entstand im letzten Weltkriegsjahr 1918 im Berliner Fern-Andra-Atelier in der Chausseestraße 42. Die Länge des Sechsakters betrug 1557 Meter. Vermutlich wurde der Film in der zensurlosen Zeit zum Jahresende 1918 uraufgeführt. Nach dem Krieg wurde der Streifen am 2. Dezember 1920 der wiedererstandenen Filmzensur vorgelegt und noch im selben Monat im Tauentzienpalast (erneut) aufgeführt.

## Kritik
„Fern Andra ist gewiegt in allen Fächern, jedoch als Zirkuskünstlerin ist sie eben einzig dastehend. Daß man ihrer Nummern zuliebe einen ganzen Zirkus mit allen Akrobaten- und Dressurakten heranzog, gereicht dem Film natürlich zum Vorteil. Neben dieser Leistungsfähigkeit der Hauptdarstellerin konnte sich nur noch Ernst Rückert mit Erfolg behaupten. Regie und Photographie sind von tadelloser Güte.“